# Salutació Bellamy

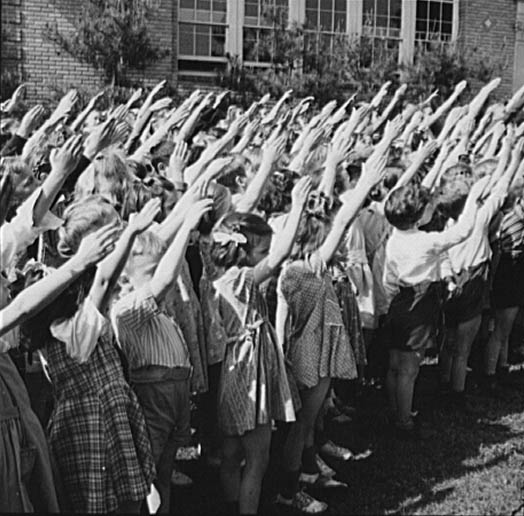
Un grup d'escolars fent la salutació Bellamy, maig de 1942

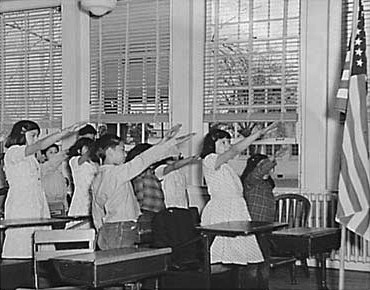
Nens fent la salutació Bellamy a la Bandera dels Estats Units.

La salutació Bellamy, és la salutació descrita per Francis Bellamy, autor d'aquesta salutació, per a acompanyar al Jurament de Lleialtat a la bandera dels Estats Units d'Amèrica.
Durant el període què es va utilitzar amb el Jurament de Lleialtat, també fou coneguda com la "salutació a la bandera". Durant els anys 20 i 30 del segle xx, els feixistes italians, els nazis i els falangistes espanyols van adoptar salutacions similars en la forma, donant com a resultat una controvèrsia sobre l'ús de la salutació Bellamy als Estats Units. Va ser oficialment reemplaçada per la mà sobre el cor quan el Congrés va esmenar el "Codi de la Bandera dels Estats Units" al desembre de 1942.
L'inventor de la salutació va ser James B. Upham, júnior partner i editor del "The Youth's Companion".  Bellamy recordava que Upham, en llegir el jurament, va adoptar la posició de la salutació, va donar un cop de talons en ajuntar-los, i va dir "Ara que la bandera està hissada;  faig la salutació; mentre dic 'Juro lleialtat a la meva bandera,' estenc la meva mà dreta i la mantinc alçada mentre dic les emocionants paraules que segueixen."La salutació Bellamy es va realitzar en públic per primera vegada el 12 d'octubre del 1892, segons les instruccions que Bellamy va donar a conèixer per a la celebració nacional escolar del 12 d'octubre.
| « | Després d'un senyal del director, els alumnes, alineats per files, amb les mans a un costat, miren la bandera. Es dona un altre senyal; cada alumne fa la salutació militar a la bandera - la mà dreta aixecada, amb el palmell cap avall, formant una línia propera al front. Romanent així, tots junts repeteixen, a poc a poc, "Juro lleialtat a la meva bandera i la república que representa; una nació indivisible, amb llibertat i justícia per a tots." A les paraules, “a la meva bandera”, la mà dreta és estesa gràcilment, amb el palmell cap amunt, cap a la bandera, i roman així fins al final de l'afirmació; moment en què totes les mans són immediatament baixades i col·locades a un costat. | » |
| — Del The Youth’s Companion, 65 (1892): 446–447., https://babel.hathitrust.org/cgi/pt?id=njp.32101078190053&seq=100 | |   |

Al principi, la salutació civil inicial va ser reemplaçat pel gest de posar la mà sobre el cor, seguit per l'extensió del braç, segons va descriure Bellamy.
Als anys 20 del segle xx , els feixistes italians van adoptar la salutació romana per a simbolitzar la seva reivindicació d'haver revitalitzat Itàlia segons el model de l'antiga Roma i va ser ràpidament copiada pels nazis alemanys, creant la salutació nazi. La similitud amb la salutació Bellamy va dur a la confusió, especialment durant la Segona Guerra Mundial. Des de 1939 fins a l'atac a Pearl Harbor, els detractors de l'entrada dels Estats Units a la guerra, van fer propaganda utilitzant la salutació per a minar la seva reputació. Entre els antiintervencionistas estava el pioner de l'aviació Charles Lindbergh. Els partidaris de les tesis de Lindbergh reivindicarien que Lindbergh no feia costat a Adolf Hitler, i que les fotografies de Lindbergh en les quals apareixia fent la salutació nazi eren realment fotografies en les quals estava fent la salutació Bellamy. A la biografia que va guanyar el Premi Pulitzer Lindbergh, escrita per A. Scott Berg, s'explica que els propagandistes de l'intervencionisme van fotografiar a Lindbergh i a altres aïllacionistes, fent la salutació, des d'un angle que deixava fora a la bandera, de manera que els qui miressin la fotografia, no podrien distingir-la de la salutació d'Hitler.
Per evitar més confusions o controvèrsies el Congrés va instaurar un nou gest de la mà sobre el cor com la salutació civil durant el Jurament de Lleialtat al mateix temps que l'himne nacional dels Estats Units, en comptes de la salutació Bellamy. Això es va fer quan el congrés va esmenar el Flag Code el 22 de desembre de 1942.
Al principi hi va haver alguna resistència d'a abandonar la salutació Bellamy, per exemple per part de les Filles de la Revolució Americana, però aquesta oposició va cedir ràpidament després de la declaració de guerra d'Alemanya i Itàlia contra els Estats Units, l'11 de desembre de 1941, després de l'atac japonès a Pearl Harbor.